# Arcadia, Iowa
Arcadia är en stad i Carroll County i Iowa. Vid 2020 års folkräkning hade Arcadia 525 invånare.